# B. K. Taylor
B. K. Taylor (né Robert K. Taylor) est un illustrateur humoristique et auteur de bande dessinée américain qui a également eu des activités de marionnettiste et de scénariste pour la télévision.

## Biographie
Robert K. Taylor fait ses études à l'école de la Society of Arts and Crafts (en) de Détroit au milieu des années 1960. Dès 1966 il livre des couvertures pour le magazine satirique Sick, auquel il collabore jusque sa fin de parution en 1980.
En 1969, il crée pour Donruss (en) la série de cartes à collectionner humoristiques Odd Rods (en), qui devient immédiatement très populaire dans les cours de récréation. Il crée plusieurs suites à cette série jusqu'en 1973. En 1974, il devient marionnettiste dans Hot Fudge (en), émission pour enfants d'Arte Johnson, tout en participant à la création des personnages du pilote du Le Muppet Show.
De 1975 à 1987, il anime dans National Lampoon divers comic strips comme Timberland Tales, The Appletons et Stories from Uncle Kunta. Ce travail lui vaut un prix Inkpot en 1980. Parallèlement, il crée d'autre séries de cartes à collectionner humoristiques (« Zero Heroes » en 1983, « Awesome All*Stars » en 1989 et « Baseball's Greatest Gross Outs » en 1989) tout en illustrant des ouvrages.
Au début des années 1990, il travaille de nouveau pour la télévision, écrivant des épisodes d’Eureeka's Castle (en) et Papa bricole. Il travaille depuis principalement comme illustrateur pour la presse et la publicité américaines.

## Récompenses
- 1980 : prix Inkpot